# 佐伯亮 (音楽家)
佐伯 亮（さえき まこと、1938年2月24日 - 2008年11月3日）は、日本の作曲家・編曲家。馬場良の別名を持つ。

## 人物
東京都中野区出身。明治大学法学部卒業。マンドリン倶楽部に在籍し、卒業後古賀政男に師事。
1961年、コロムビアレコード専属の作曲家となる。翌年、美空ひばり「恋の曼珠沙華」で日本レコード大賞編曲賞受賞。さらに翌年、美空ひばり「柔」のレコード大賞受賞を機に、一気にトップ編曲家の地位を確保した。
1972年、編曲を担当したぴんからトリオの「女のみち」は400万枚を越す未曽有の大ヒットとなった。
美空ひばりのステージにおける音楽監督を25年間務めた事でも有名である。変わったところでは、競艇で1991年 - 2010年まで使われた、一般競走の際のファンファーレ（優勝戦は除く）の作曲を担当していた。
2006年、氷川きよし「一剣」で第48回日本レコード大賞（編曲）受賞。
2008年11月3日、尿管癌のため死去。

## 主な編曲楽曲

### 佐伯亮名義
- 水戸井清子
  - 「おねがい」（1967年）

- 愛川京子
  - 「夢追い人生」

- 石川さゆり
  - 「涙つづり」（2001年）

- 上杉香緒里
  - 「むらさき海峡」（2003年）
  - 「海峡こえて」（2004年）
  - 「おんな酒」（2006年）
  - 「波止場うた」（2007年）

- 岡ちさと
  - 「哀愁の箱根路」

- 小沢亜貴子
  - 「帰ってきてよ」（1993年）

- 金田たつえ
  - 「女の暦」（1989年）
  - 「つれあい」（1990年）

- 冠二郎
  - 「みれん酒」（1983年）
  - 「さだめ舟」（1984年）
  - 「北海あばれ節」（1987年）

- 伍代夏子
  - 「鳴門海峡」（1996年）
  - 「九十九坂」（2001年）

- 小林幸子
  - 「ウソツキ鴎」「母恋いおけさ」「私しゃみなしご角兵ヱ獅子」（1964年）
  - 「花笠むすめ」「小楠公」「ちびっ子数え唄」「ちびっ子役者」「夕焼け小僧」（1965年）
  - 「潮来十三夜」（1966年）
  - 「太陽は教える」「たんぽぽの丘」（1967年）

- 里見浩太朗・水口玲子
  - 「ラブ・ナイト・スポット」（1981年）

- 新沼謙治
  - 「木枯しの詩」（1979年）
  - 「ちいさな春」（1981年）
  - 「おもかげ遠歌」（1999年）

- 西方裕之
  - 「宿かり」（2007年）

- 氷川きよし
  - 「一剣」（2006年）

- 藤野とし恵
  - 「時の舟」

- 細川たかし
  - 「しあわせ音頭」（1980年）
  - 「浪花節だよ人生は」（1984年）
  - 「湯けむり情話」（1986年）
  - 「恋の酒」（1993年）
  - 「ふたり道」（1995年）
  - 「女のしぐれ」（1996年）
  - 「冬の宿」（1997年）
  - 「夢のゆめ〜近松恋物語り〜」（1999年）

- 真木ことみ
  - 「いのち川」（2003年）
  - 「旅路川」（2004年）
  - 「きずな川」（2005年）
  - 「もどり舟」（2006年）
  - 「おもいで橋」（2007年）
  - 「花ふたつ」（2008年）

- 美空ひばり
  - 「恋の曼珠沙華」（1962年）
  - 「笑顔と涙の遠い道」「柔」（1964年）
  - 「悲しい酒」（1966年）
  - 「思い出と一人ぼっち」（1968年）
  - 「花と炎」「人生将棋/一匹道中」（1970年）
  - 「清水次郎長/佐渡の石小法師」（1973年）
  - 「月の夜汽車/風の流れに」（1975年）
  - 「剣ひとすじ/花の恋姿」（1981年）
  - 「哀恋歌・さんさ恋時雨/恋情」（1988年）

- 宮史郎
  - 「悲しい意地」（2004年）

- 村田英雄
  - 「無法松の一生（度胸千両入り）」（1958年）
  - 「人生劇場」（1959年）

### 馬場良名義
- 石原詢子
  - 「あなたにとまれ」（1989年）

- 大木伸夫
  - 「男街道の唄」（1984年）

- 香西かおり
  - 「雨酒場」（1988年）
  - 「恋舟」（1990年）
  - 「流恋草」（1991年）
  - 「恋紅葉」（1992年）
  - 「望郷十年」（1999年）

- 伍代夏子
  - 「雪中花」（1992年）
  - 「鳴門海峡」（1996年）
  - 「憂愁平野」（1997年）
- 伸歌華
  - 「兄貴」「情け酒」（1991年）

- 瀬川瑛子
  - 「命くれない」（1986年）
  - 「憂き世川」（1988年）
  - 「涙は女の化粧水」（1990年）

- 橋幸夫
  - 「あばれ駒」（1982年）

- 原田悠里
  - 「おんなの影法師」（1985年）

- 真木ことみ
  - 「哀愁の道志川」（1991年）

- 森進一
  - 「男の真情」（1982年）

- 山口貴光
  - 「心はひとつ」（1993年）

- 山下ひろみ
  - 「みれん船」（1993年）
  - 「泣くな玄太郎」（1995年）